# Private Show
Private Show  è un brano registrato dalla cantante statunitense Britney Spears per il suo nono album in studio, Glory (2016). Un video accompagnato dalla musica del brano, della durata di un minuto, è stato girato per promuovere un profumo omonimo creato dalla stessa Spears. Il video è stato diretto da Randee St Nichols e rilasciato il 13 luglio 2016. Il brano è stato scritto da Britney Spears con Carla Marie Williams, Justin Tramaine "Young Fyre" Winfre e Simon Smith. Il 4 agosto 2016 il brano è stato pubblicato come singolo promozionale per coloro che avevano preordinato l'album.

## Testi
Nel testo di Private Show Britney Spears promette uno spettacolo privato per il suo amante nel quale twerka ed esegue una lap-dance. La canzone vede versi con metafore teatrali, come ad esempio: "Tutti i miei trucchi, sono spettacolari / il mio bis è immacolato ". Amy Roberts di Bustle Magazine ha aggiunto che la canzone è «una celebrazione personale della sessualità femminile. [...] la Spears sta anche chiaramente celebrando quella sensazione gioiosa di possedere veramente la tua sessualità, di essere impenitente di essa, e di esprimerla in modo un tattile, divertente. [...] Tutto sommato, però, 'Private Show' sembra essere una canzone che parla di divertirsi in camera da letto. Parla a proposito di essere orgogliose del vostro corpo, della vostra sessualità, e del vostro talento, e il loro utilizzo non solo per piacere ad un amante, ma per godere anche di voi stesse nel farlo.». La cantante ha dichiarato: «Private Show è inevitabilmente una canzone sexy, e promuove il sentirsi sexy e che le ragazze si sentano vive, penso che sia divertente per le ragazze».

## Critica
Il singolo ha diviso i critici musicali: alcuni hanno apprezzato l'influenza Doo-wop altri hanno ritenuto la canzone "ridicola" e "bizzarra". Robbie Daw di Idolator ha definito il sound della canzone simile a quello dei Chipmunk. Francesco Tita di R&B Junk ha scritto, in una recensione del singolo «Purtroppo la traccia, seppur diversa da quanto proposto da Britney in passato, non ci ha soddisfatto per nulla: la voce appare troppo contraffatta, ed a nostro modo di vedere qui si è davvero abusato come non mai di modifiche vocali.» Andy Gill di The Independent ha lodato l'uso variegato della voce della Spears sul brano «dove l'eccesso del sassofono suggerisce un tentativo di occupare il territorio di Katy Perry». In una recensione positiva, Maeve McDermott di USA Today l'ha preso come uno dei brani essenziali dell'album, definendolo «una delle più esplicitamente sexy tracce di Glory»;  ha anche elogiato il produttore Young Fyre perché sa «mantenere la canzone una parodia andante retrò con uno swing doo-wop che renderebbe Meghan Trainor gelosa.».